# Beguinajes flamencos
Los beguinajes flamencos se inscribieron en la lista del Patrimonio de la Humanidad de la Unesco en 1998.
Los beguinajes eran comunidades autónomas de religiosas (las beguinas) de Europa del Norte, cuyos edificios integrados (generalmente construidos alrededor de una plaza arbolada) comprenden no sólo las instalaciones domésticas y monásticas, sino también los talleres utilizados por la comunidad. 
Los tres criterios siguientes justificaron su inscripción en esta lista: 
- especificidades arquitectónicas religiosas y tradicionales, y planificación urbana y rural típicas de Flandes;
- testimonio excepcional de la tradición de las mujeres religiosas independientes en Europa del noroeste en la Edad Media;
- conjunto arquitectónico excepcional, asociado a un movimiento religioso característico de la Edad Media que aglutina valores seculares y monásticos.

## Beguinajes protegidos
La lista incluye los 13 beguinajes siguientes:

### Amberes
| ID 855-001 | Hoogstraten | Beguinaje de Hoogstraten | 51°24′12″N 4°45′50″E / 51.40331667, 4.7638      | 1,7 ha |
| ID 855-002 | Lier        | Beguinaje de Lier        | 51°07′42″N 4°34′06″E / 51.12835278, 4.568263889 | 3,4 ha |
| ID 855-003 | Malinas     | Gran beguinaje           | 51°01′54″N 4°28′26″E / 51.03165, 4.473927778    | 5,4 ha |
| ID 855-004 | Turnhout    | Beguinaje de Turnhout    | 51°19′36″N 4°56′35″E / 51.32661111, 4.943111111 | 1,5 ha |

### Limburgo
| ID 855-005 | Sint-Truiden | Beguinaje de Sint-Truiden | 50°49′16″N 5°11′35″E / 50.82116667, 5.193027778 | 22,8 ha |
| ID 855-006 | Tongeren     | Beguinaje de Tongeren     | 50°46′44″N 5°28′09″E / 50.77897222, 5.469138889 | 2,5 ha  |

### Flandes Oriental
| ID 855-007 | Dendermonde | Beguinaje de Dendermonde     | 51°01′38″N 4°05′49″E / 51.02725, 4.096972222    | 2,5 ha |
| ID 855-008 | Gante       | Pequeño beguinaje            | 51°02′46″N 3°44′10″E / 51.04613889, 3.736083333 | 4,5 ha |
| ID 855-009 | Gante       | Beguinaje de Sint-Amandsberg | 51°03′24″N 3°44′50″E / 51.05677778, 3.747361111 | 5,7 ha |

### Brabante Flamenco
| ID 855-010 | Diest   | Beguinaje de Diest | 50°59′16″N 5°03′42″E / 50.98780833, 5.061575    | 4,5 ha |
| ID 855-011 | Lovaina | Gran beguinaje     | 50°52′19″N 4°41′50″E / 50.87192222, 4.697361111 | 4,2 ha |

### Flandes Occidental
| ID 855-012 | Brujas    | Beguinaje de Brujas    | 51°12′04″N 3°13′21″E / 51.20122222, 3.222555556 | 0,55 ha |
| ID 855-013 | Cortrique | Beguinaje de Cortrique | 50°49′42″N 3°16′04″E / 50.82833889, 3.267772222 | 0,7 ha  |

| B. Turnhout B. Hoogstraten B. Lier B. Mechelen B. Sint-Truiden B. Tongeren B. Dendermonde B. Gante B. Sint-Amandsberg B. Diest B. Lovaina B. Brujas B. Kortrijk |
| Localización de los beguinajes Patrimonio de la Humanidad en Bélgica.                                                                                           |

## Otros beguinajes flamencos

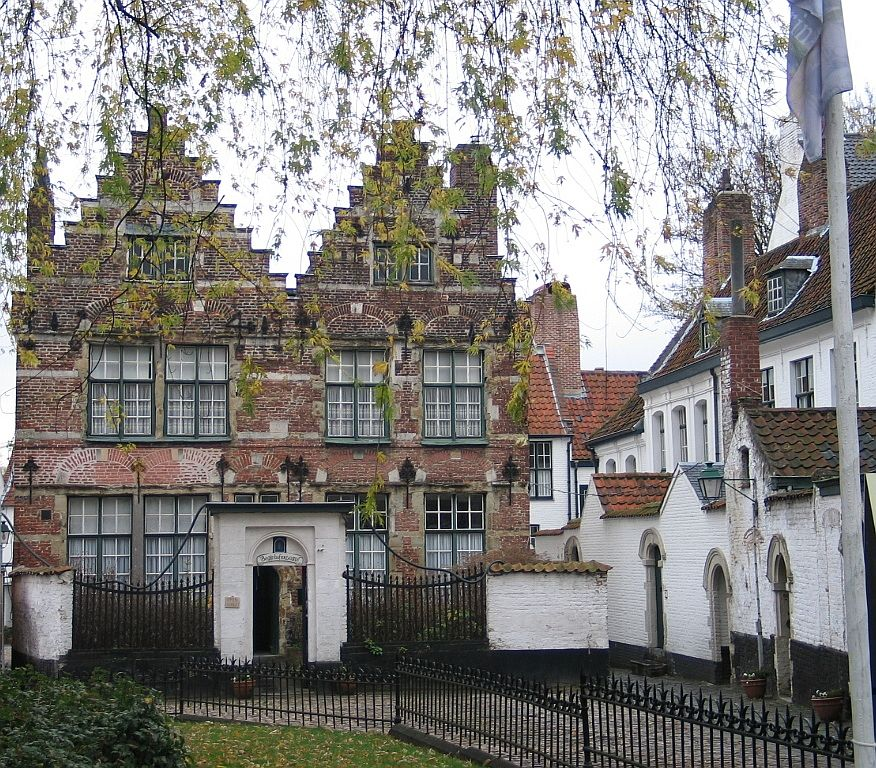
Beguinaje de Cortrique.

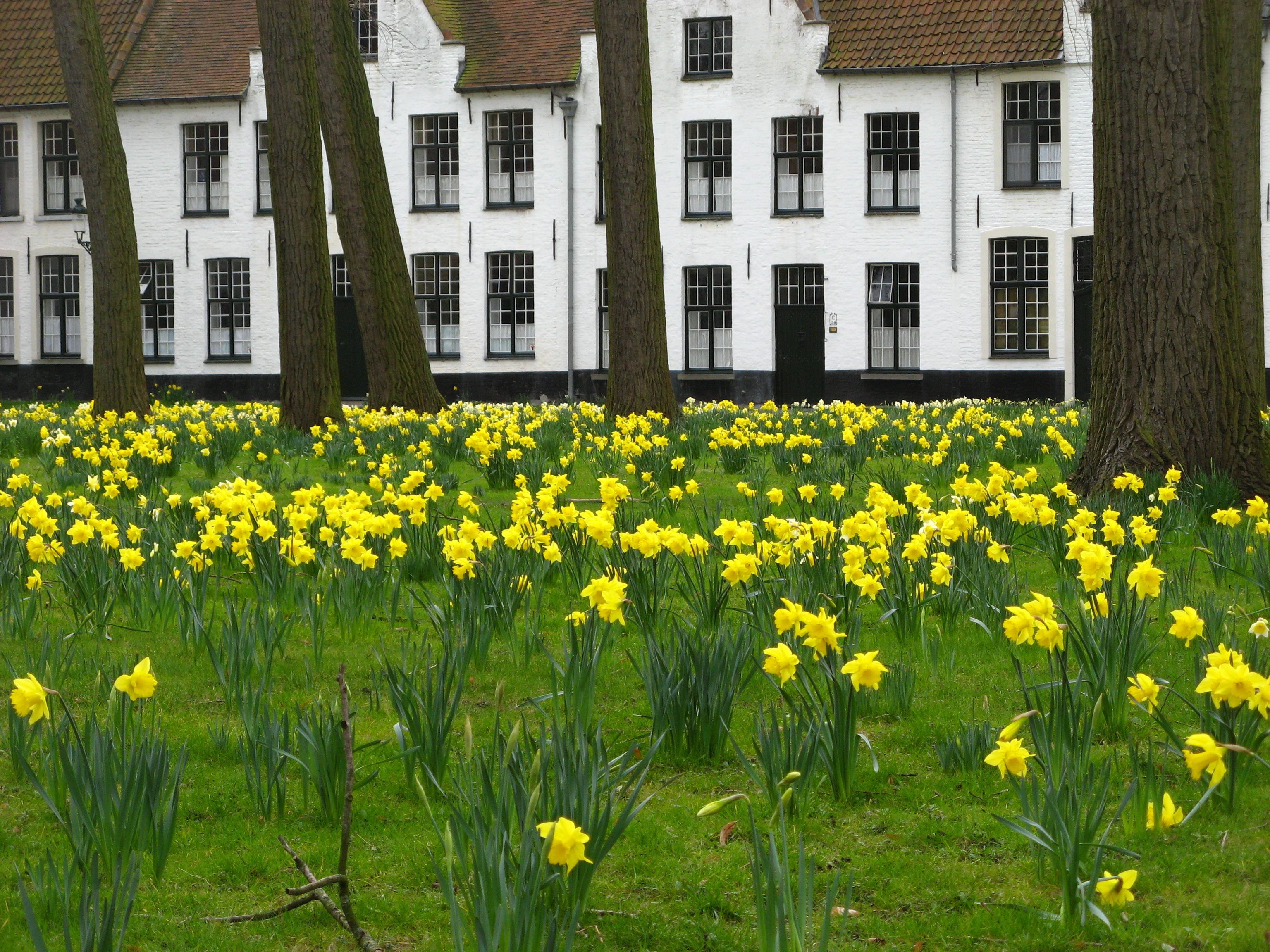
El beguinaje de Brujas en primavera.

- Amberes:
  - Amberes
  - Herentals
- Limburgo :
  - Borgloon
  - Hasselt
- Flandes Oriental:
  - Aalst
  - Gante (viejo beguinaje)
  - Oudenaarde.
- Flandes Occidental:
  - Diksmuide
- Brabante Flamenco:
  - Aarschot
  - Lovaina (pequeño beguinaje)
  - Overijse
  - Tirlemont